# Century 21 Real Estate
Century 21 Real Estate este o companie din Statele Unite care este cel mai mare francizor mondial din domeniul imobiliar, furnizând servicii complete de pregătire profesională, gestionare, administrare și marketing.
Century 21 Real Estate este o filială a Realogy Corporation,
care mai deține și compania de consultanță imobiliară Coldwell Banker.
Century 21 are circa 7.700 de agenții, 117.000 de brokeri în 68 de țări și teritorii.

## Century 21 în România
Franciza Century 21 este prezentă în România din anul 2008.
În prezent (mai 2010), rețeaua de agenții Century 21 din România cuprinde cinci agenții deținute și operate în mod independent, care oferă servicii în București și în in alte cinci județe,
precum și o divizie de cercetare și evaluări imobiliare.